# 뎃카돈

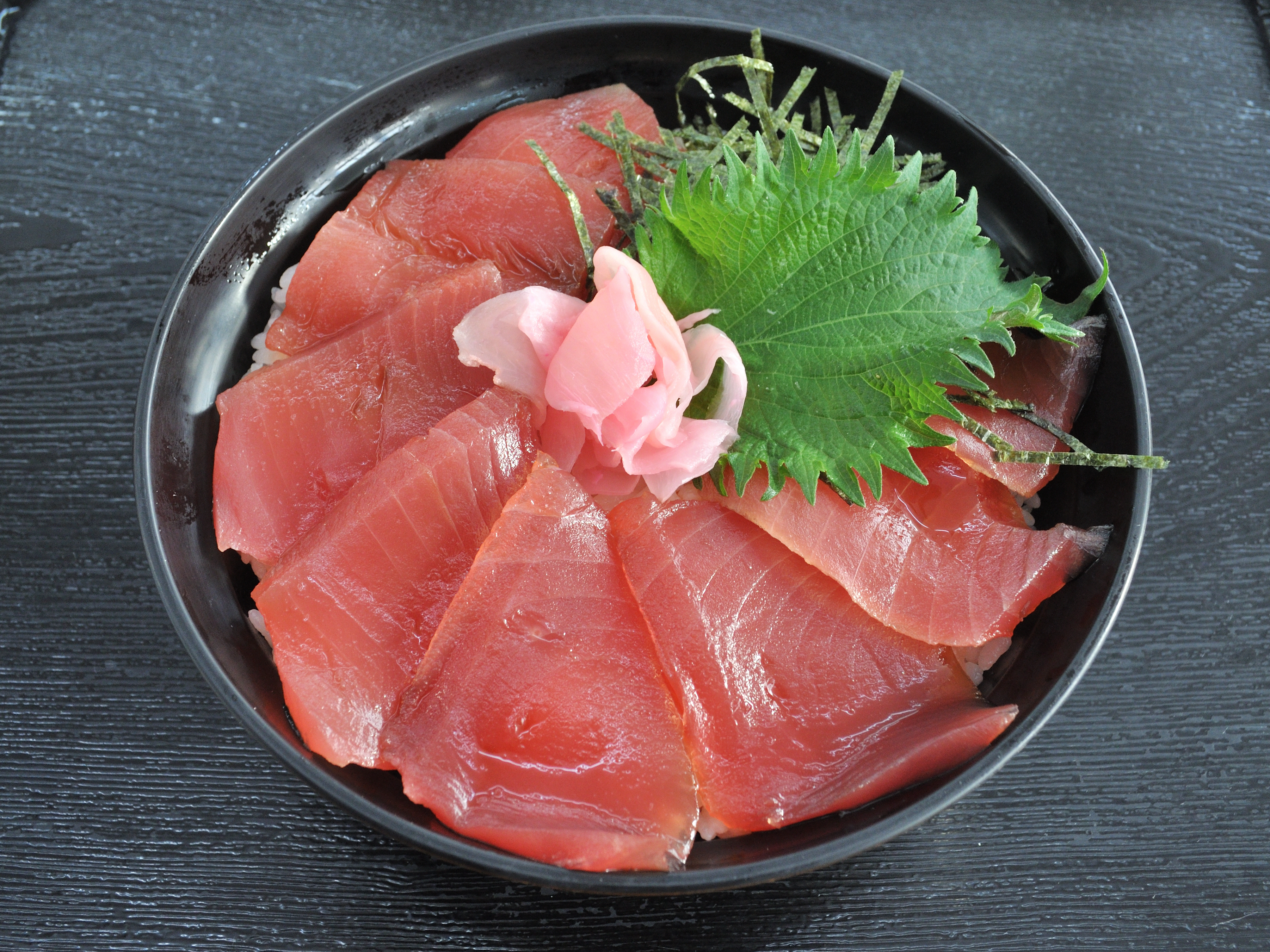
뎃카돈

뎃카돈(일본어: 鉄火丼)은 밥 위에 얇은 참치나 연어를 얹어 먹는 돈부리이다. 얇게 썬 참치 회를 얹은 일본식 밥 요리이다. 매콤한 뎃카돈은 매콤한 재료, 매콤한 오렌지 소스 또는 두 가지 모두를 혼합하여 만들 수 있으며 일반적으로 파를 포함한다.
이름의 '뎃카'라는 용어는 일본 역사의 에도 시대 말기부터 메이지 시대 초까지 일반적으로 요리가 제공되었던 도박장(tekkaba)에서 유래되었다.

## 같이 보기
- 돈부리
- 가츠동
- 스시